# Frango-d'água-menor
Galinha-d'água-pequena, galinha-de-água-pequena ou frango-d'água-menor (Paragallinula angulata) é uma espécie de ave da família Rallidae.

## Distribuição geográfica
Pode ser encontrada nos seguintes países: Angola, Benin, Botswana, Burkina Faso, Burundi, Camarões, República Centro-Africana, Chade, República do Congo, República Democrática do Congo, Costa do Marfim, Egipto, Guiné Equatorial, Etiópia, Gabão, Gambia, Gana, Quénia, Lesoto, Libéria, Malawi, Mali, Moçambique, Namíbia, Níger, Nigéria, Omã, Ruanda, São Tomé e Príncipe, Senegal, Serra Leoa, Somália, África do Sul, Sudão, Suazilândia, Tanzânia, Togo, Uganda, Zâmbia e Zimbabwe.